# Rodger Ward
Rodger Morris Ward (Beloit, 10 gennaio 1921 – Anaheim, 5 luglio 2004) è stato un pilota automobilistico statunitense vincitore della 500 Miglia di Indianapolis nel 1959 e 1962.

## Carriera

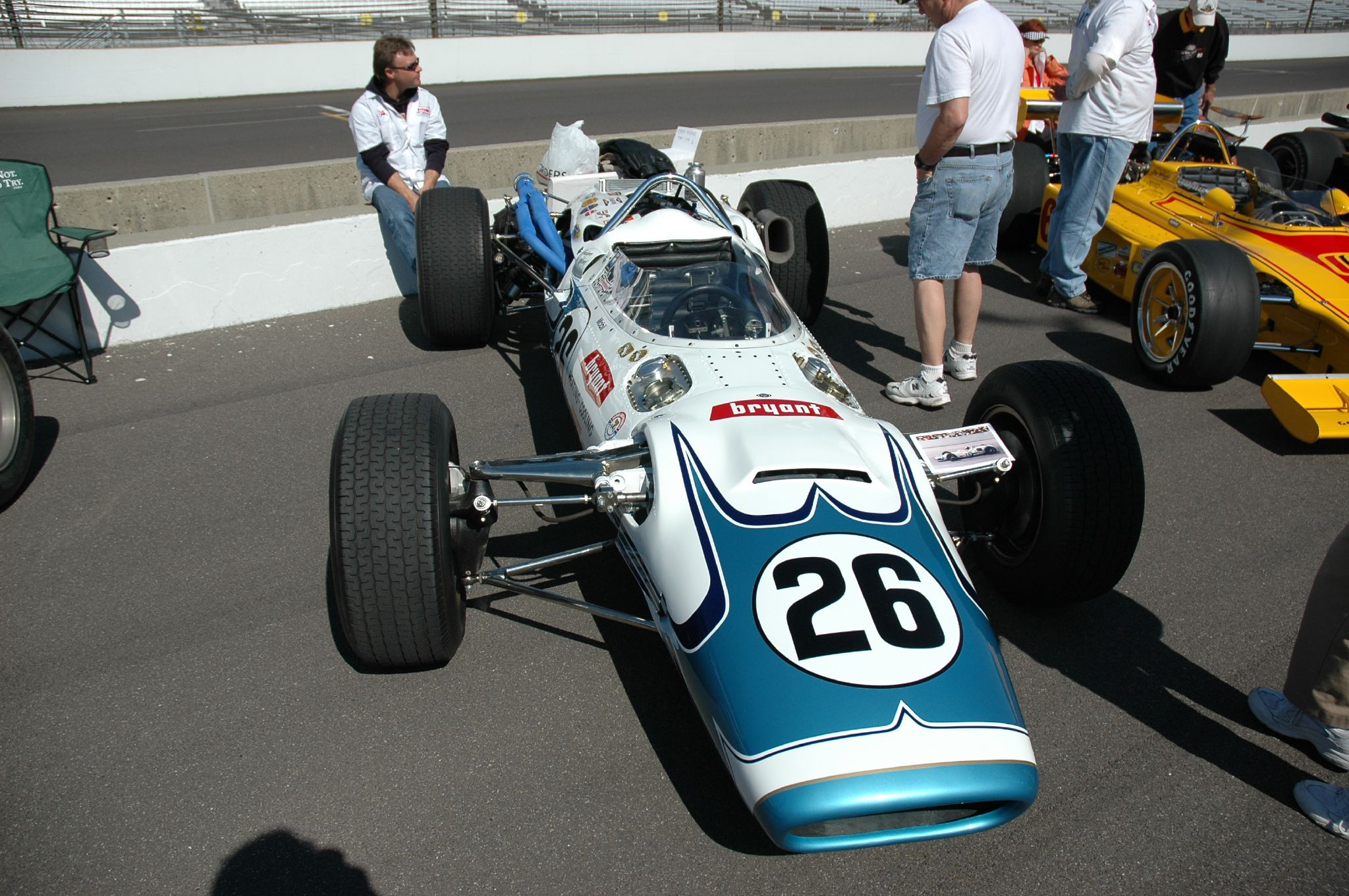
La Lola con cui partecipò all'ultima sua 500 Miglia di Indianapolis

Dopo essere stato pilota d'aviazione durante la seconda guerra mondiale ha iniziato a correre con le vetture Midget e con le Stock car per passare in seguito alle competizioni per le monoposto.

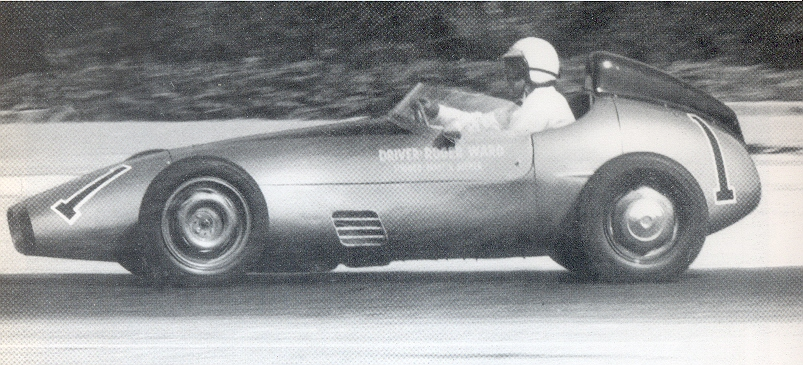
Roger Ward alla guida di una Bandini f. junior

In aggiunta alle 500 Miglia valide per il Campionato mondiale di Formula 1 tra il 1951 e il 1960 (un primo e un secondo posto), Ward ha anche partecipato a due edizioni del Gran Premio degli Stati Uniti di F1, nel 1959 con una Kurtis Kraft-Offenhauser e nel 1963 con una Lotus-BRM, ritirandosi in entrambi in casi.
Prese parte per l'ultima volta alla 500 Miglia nel 1966 e si ritirò dalle competizioni al termine dello stesso anno.
Ward muore nel 2004 ed il suo corpo venne cremato; per sua volontà, parte delle sue ceneri vennero sparse presso l'Indianapolis Motor Speedway e parte presso la residenza di uno dei due figli.

## Riconoscimenti
- Nel 1992, fu iscritto nel International Motorsports Hall of Fame.
- Nel 1995, fu iscritto nel Motorsports Hall of Fame of America e National Midget Auto Racing Hall of Fame
- Rodger Ward è membro del Auto Racing Hall of Fame di Indianapolis e del West Coast Stock Car Hall of Fame.

## Risultati in Formula 1
| 1951 | Scuderia           | Vettura |  |     |  |  |  |  |  |  |  |  |  | Punti | Pos. |
| ---- | ------------------ | ------- |  | --- |  |  |  |  |  |  |  |  |  | ----- | ---- |
| 1951 | Deck Manifacturing | Bromme  |  | Rit |  |  |  |  |  |  |  |  |  | 0     |      |

| 1952 | Scuderia           | Vettura      |  |     |  |  |  |  |  |  |  |  |  | Punti | Pos. |
| ---- | ------------------ | ------------ |  | --- |  |  |  |  |  |  |  |  |  | ----- | ---- |
| 1952 | Federal Enineering | Kurtis Kraft |  | Rit |  |  |  |  |  |  |  |  |  | 0     |      |

| 1953 | Scuderia              | Vettura      |  |     |  |  |  |  |  |  |  |  |  | Punti | Pos. |
| ---- | --------------------- | ------------ |  | --- |  |  |  |  |  |  |  |  |  | ----- | ---- |
| 1953 | M. A. Walker Electric | Kurtis Kraft |  | Rit |  |  |  |  |  |  |  |  |  | 0     |      |

| 1954 | Scuderia           | Vettura |  |     |  |  |  |  |  |  |  |  |  | Punti | Pos. |
| ---- | ------------------ | ------- |  | --- |  |  |  |  |  |  |  |  |  | ----- | ---- |
| 1954 | Dr. R. N. Sabourin | Pawl    |  | Rit |  |  |  |  |  |  |  |  |  | 0     |      |

| 1955 | Scuderia    | Vettura |  |  |     |  |  |  |  |  |  |  |  | Punti | Pos. |
| ---- | ----------- | ------- |  |  | --- |  |  |  |  |  |  |  |  | ----- | ---- |
| 1955 | Aristo Blue | Kuzma   |  |  | Rit |  |  |  |  |  |  |  |  | 0     |      |

| 1956 | Scuderia     | Vettura      |  |  |   |  |  |  |  |  |  |  |  | Punti | Pos. |
| ---- | ------------ | ------------ |  |  | - |  |  |  |  |  |  |  |  | ----- | ---- |
| 1956 | Filter Queen | Kurtis Kraft |  |  | 8 |  |  |  |  |  |  |  |  | 0     |      |

| 1957 | Scuderia      | Vettura  |  |  |     |  |  |  |  |  |  |  |  | Punti | Pos. |
| ---- | ------------- | -------- |  |  | --- |  |  |  |  |  |  |  |  | ----- | ---- |
| 1957 | Roger Wolcott | Lesovsky |  |  | Rit |  |  |  |  |  |  |  |  | 0     |      |

| 1958 | Scuderia      | Vettura  |  |  |  |     |  |  |  |  |  |  |  | Punti | Pos. |
| ---- | ------------- | -------- |  |  |  | --- |  |  |  |  |  |  |  | ----- | ---- |
| 1958 | Roger Wolcott | Lesovsky |  |  |  | Rit |  |  |  |  |  |  |  | 0     |      |

| 1959 | Scuderia    | Vettura               |  |   |  |  |  |  |  |  |     |  |  | Punti | Pos. |
| ---- | ----------- | --------------------- |  | - |  |  |  |  |  |  | --- |  |  | ----- | ---- |
| 1959 | Leader Card | Watson e Kurtis Kraft |  | 1 |  |  |  |  |  |  | Rit |  |  | 8     | 10º  |

| 1960 | Scuderia    | Vettura |  |  |   |  |  |  |  |  |  |  |  | Punti | Pos. |
| ---- | ----------- | ------- |  |  | - |  |  |  |  |  |  |  |  | ----- | ---- |
| 1960 | Leader Card | Watson  |  |  | 2 |  |  |  |  |  |  |  |  | 6     | 12º  |

| 1963 | Scuderia    | Vettura  |  |  |  |  |  |  |  |     |  |  |  | Punti | Pos. |
| ---- | ----------- | -------- |  |  |  |  |  |  |  | --- |  |  |  | ----- | ---- |
| 1963 | Reg Parnell | Lotus 24 |  |  |  |  |  |  |  | Rit |  |  |  | 0     |      |

| Legenda | 1º posto     | 2º posto | 3º posto    | A punti         | Senza punti/Non class.  | Grassetto – Pole position Corsivo – Giro più veloce |
| Legenda | Squalificato | Ritirato | Non partito | Non qualificato | Solo prove/Terzo pilota | Grassetto – Pole position Corsivo – Giro più veloce |